# Lục khanh
Lục khanh (chữ Hán: 六卿) là sáu gia tộc quyền thần giữ chức khanh (卿), được hưởng thế tập ở nước Tấn thời Đông Chu trong lịch sử Trung Quốc. Sự hùng mạnh của nước Tấn thời Xuân Thu có đóng góp không nhỏ của các gia tộc này, không chỉ với chính trường nội bộ nước Tấn mà còn cả quan hệ giữa các nước chư hầu đương thời. Tuy nhiên, chính ảnh hưởng quá lớn của các gia tộc này đối với chính trường nước Tấn, cũng dẫn đến sự diệt vong của nước Tấn, hình thành các quốc gia Tam Tấn: Hàn - Triệu - Ngụy.

## Cơ sở hình thành
Theo chế độ phân phong của nhà Chu, các con cháu của các quân chủ chư hầu không có quyền thừa kế ngôi vị, vẫn có thể được phong tại các "thái ấp", được quyền thế tập, hình thành những tiểu quốc phụ dung cho quốc gia chư hầu đó, gọi là các "công thất".
Ngoài ra, theo quan chế nhà Chu, triều đình đứng đầu bởi quân chủ, dưới có các quan, xếp theo thứ bậc là Khanh (卿), Đại phu (大夫), Sĩ (士), gọi gộp là "khanh sĩ". Các khanh sĩ ở các nước chư hầu được hưởng lợi tức từ các "thực địa" (đất ăn lộc) do quân chủ ban cho, thuộc tầng lớp quý tộc, có quyền truyền thừa, hình thành những gia tộc có thế lực, gọi là các "tư gia".
Trong đó, Khanh là quan chức cao nhất, có vùng "thực địa" rộng nhất, hưởng lộc bằng 1/10 vị quân chủ. Đã thế, chức quan Khanh thường do gia tộc công thất nắm giữ, lẽ dĩ nhiên là có thế lực nhất, hưởng lộc từ cả thái ấp lẫn thực địa.

## Sự trỗi dậy của các tư gia
Chế độ tông pháp của nhà Chu duy trì được hơn 300 năm thì sụp đổ. Nhà Chu từ khi dời sang phía đông (Đông Chu) để tránh sự uy hiếp của tộc Khuyển Nhung thì ngày càng suy yếu, chỉ còn danh hiệu thiên tử trên danh nghĩa. Các nước chư hầu bắt đầu phá vỡ trật tự cũ, không giữ quan hệ vua tôi như trước.
Ngay từ đầu thời Đông Chu, hai chi trưởng – thứ nước Tấn tại đất Dực và đất Khúc Ốc đã nổ ra chiến tranh giành ngôi vị quân chủ. Chiến tranh kéo dài gần 100 năm, trải qua 4 thế hệ mới kết thúc bằng thắng lợi của chi thứ Khúc Ốc với kết quả 5 vua Tấn ngành trưởng bị giết. Cuộc chiến chấm dứt khiến hàng loạt người trong công thất ngành trưởng bị tiêu diệt.
Trong cuộc chiến giành ngôi vị, Tấn Vũ công dựa nhiều vào sự giúp đỡ từ các gia tộc có thế lực nhất. Tấn Hiến công kế vị, một mặt thanh trừng nội tộc để độc quyền ngôi vị, một mặt thông qua chiến tranh mở rộng lãnh thổ. Sau khi Hiến công chết, các hậu duệ của ông rơi vào cuộc tranh giành ngôi vị khiến các họ công thất ngày một tổn thất. Trước khi Tấn Văn công lên ngôi, cũng phải trải qua nhiều năm lưu lạc, nhờ sự phò tá của một số triều thần mà ổn định được ngôi vị.
Trong hơn 40 năm tranh giành ngôi vị quân chủ và phát triển ngôi bá chủ chư hầu, các gia tộc công thất bị tàn sát phần lớn và bị suy yếu đến mức, vua Tấn phải dựa vào các gia tộc tư gia trong việc phát triển đất nước trong các hoạt động ngoại giao và quân sự. Các gia tộc tư gia lập nhiều công trạng và được vua Tấn phong thưởng nhiều thực địa, thế lực ngày càng lớn mạnh. Bên cạnh đó, một số gia tộc công thất, tồn tại được qua các cuộc thanh trừng, sau nhiều đời, cũng hóa thành gia tộc tư gia khi mối liên hệ gia tộc với ngôi quân chủ trở nên lỏng lẻo.

## Một số dòng tộc lớn nước Tấn
Đương thời, quý tộc tại các nước chư hầu có thái ấp thực địa lớn, được hưởng quyền phụ dung, thường đổi họ theo tên đất được phong, từ đó hình thành các gia tộc khác nhau. Khi Tấn Văn công lên ngôi, chính sự nước Tấn bắt đầu ổn định. Thế lực các gia tộc cũng phát triển, nổi bật có một số gia tộc như sau:
- Dương Thiệt (羊舌) thị: gốc họ Cơ, thuộc dòng công thất. Đời Cơ Đột được Tấn Hiến công phong làm đại phu ăn lộc đất Dương Thiệt.
- Hàn (韩) thị: gốc họ Cơ, thuộc dòng công thất. Đời Cơ Vạn được Tấn Vũ công phong thực ấp ở Hàn Thành.
- Khích (郤, còn đọc là Khước) thị: gốc họ Cơ, thuộc dòng công thất. Đời Thúc Hổ được phong thực ấp ở đất Khích.
- Loan (欒) thị: gốc họ Cơ, thuộc dòng công thất. Đời Tân Phụ phò tá Khúc Ốc Hoàn Thúc, được phong thực ấp ở đất Loan.
- Ngụy (魏) thị: hậu duệ của Tất công Cao, lưu lạc đến Tấn. Đến đời Tất Vạn, có công lao phò tá Tấn Hiến công tiêu diệt các nước Hoạch, Ngụy và Cảnh, được phong thực ấp ở đất Ngụy. Đời Ngụy Thù có công tòng vong Tấn Văn công thời lưu vong ở nước ngoài.
- Hồ (狐) thị: Đời Hồ Đột gả con gái cho Tấn Hiến công, được phong làm đại phu. Hồ thị là họ ngoại của Tấn Văn công và Hồ Yển có công tòng vong Tấn Văn công thời lưu vong ở nước ngoài.
- Phạm (范) thị: hậu duệ của khanh sĩ nhà Chu là Đỗ bá, đời Thấp Thúc lưu lạc sang Tấn làm chức Sĩ sư, đổi sang họ Sĩ, sau được phong làm đại phu ăn lộc ở đất Phạm.
- Tiên (先) thị: được phong làm đại phu ăn lộc ở đất Nguyên. Đời Tiên Chẩn có công tòng vong Tấn Văn công thời lưu vong ở nước ngoài.
- Triệu (趙) thị: gốc họ Doanh, được Chu Mục vương phong làm đại phu, lấy Triệu Thành làm thực ấp. Đời Triệu Túc được Tấn Hiến công hưởng thực ấp ở đất Cảnh. Đời Triệu Thôi có công tòng vong Tấn Văn công thời lưu vong ở nước ngoài.
- Tuân (荀) thị: gốc họ Nguyên. Đời Nguyên Thị Ảm có công lao phò tá Tấn Vũ công tiêu diệt các nước Dực, Tuân, được phong thực ấp ở đất Tuân. Sau hình thành ra Trí thị và Trung Hành (còn gọi là Trung Hàng) thị.

Ngoài ra còn có các gia tộc họ Kỳ, Tư, Đồ, Tục, Khánh, Bá... đều là những gia tộc lớn, phát triển nhờ được phong thưởng qua công trạng mà họ đóng góp với vua Tấn. Các gia tộc này trở thành thế lực mới và vua Tấn ngày càng phải dựa nhiều vào họ..

## Binh lực át thiên tử
Theo binh chế nhà Chu, quân đội được chia làm ngũ (5 lính), lượng (5 ngũ), tốt (4 lượng), lữ (5 tốt), sư (5 lữ), quân (5 sư). Về lý thuyết, mỗi quân có 12.500 người. Theo nguyên tắc, thiên tử có sáu quân, vạn cỗ chiến xa; các chư hầu có ba hoặc hai, một quân và có ngàn cỗ, trăm cỗ chiến xa hay vài chục cỗ chiến xa tùy theo lớn nhỏ.
Tuy nhiên, vào thời Đông Chu, thế lực của Thiên tử nhà Chu đã suy yếu. Với sự sút giảm lớn về đất đai, chỉ còn giới hạn ở Lạc Dương và các vùng xung quanh, triều đình Chu không còn có thể duy trì sáu quân thường trực (lục quân), nên phải cần sự trợ giúp của các chư hầu hùng mạnh xung quanh để bảo vệ họ khỏi các cuộc cướp bóc và để giải quyết các cuộc tranh giành quyền lực bên trong.
Nước Tấn để giữ được ngôi vị bá chủ luôn phải duy trì một đội quân hùng mạnh để can thiệp vào các nước chư hầu khác khi cần và nhất là ngăn ngừa sự tranh chấp ngôi bá chủ của nước Sở, nước Tề. Thời Tấn Vũ công đã tổ chức đạo quân, đến thời Tấn Hiến công mở rộng thành 2 đạo để phục vụ việc xâm chiếm mở rộng lãnh thổ. Năm 633 TCN, Tấn Văn công mới tổ chức thành 3 đạo quân thường trực, phân thành Thượng - Trung - Hạ. Mỗi đạo do một Tướng quân chỉ huy và một Tá quân làm phụ tá. Với đội quân thường trực này, nước Tấn có một binh lực chính quy hùng hậu, tạo sức mạnh để tranh bá chư hầu.
Khác với các chư hầu khác bấy giờ, việc chỉ huy các đạo quân ở nước Tấn không giao cho công thất để tránh nội loạn mà giao cho các tư gia, các chỉ huy được lựa chọn theo khả năng, có thực quyền chủ động trên chiến trường, đồng thời cũng tham gia chấp chính trong triều. Trong các đạo quân thì đạo Trung quân quan trọng nhất, vì vậy chỉ huy đạo quân này được xếp vào bậc Khanh. Trung quân tướng trong triều đứng ở bậc Chính khanh, nắm quân sự gọi là Nguyên soái, nắm quyền cao nhất về chính trị quân sự chỉ sau quân chủ. Trung quân tá cũng xếp vào bậc Khanh, gọi là Thứ khanh. Chỉ huy các đạo quân còn lại cũng được xếp vào bậc Đại phu. Cách tổ chức này bộ máy chính trị quân sự hợp nhất này được gọi là Nhị khanh Tứ đại phu.
Chính khanh Nguyên soái đầu tiên của nước Tấn là Khích Hộc (郤縠, còn đọc là Khước Cốc). Các chỉ huy còn lại được xếp theo thứ bậc gồm Khích Trăn (郤溱, còn đọc là Khước Trăn) là Thứ khanh Trung quân tá, Hồ Mao làm Thượng quân tướng, Hồ Yển Thượng quân tá, Loan Chi Hạ quân tướng và Tiên Chẩn Hạ quân tá. Ngoài ra, Tấn Văn công còn tôn Triệu Thôi lên bậc Khanh, làm cố vấn, Tuân Lâm Phụ, Ngụy Thối (魏焠, còn đọc là Ngụy Thù) làm hộ vệ. Tuy nhiên, trước khi quân Tấn giao chiến với quân Sở tại trận Thành Bộc thì Khích Hộc ốm chết. Tiên Chẩn do có công lấy thành Ngũ Lộc của nước Vệ, được Tấn Văn công thăng làm Chính khanh Nguyên soái, Tư Thần thay làm Hạ quân tá.
Sau trận Thành Bộc, uy thế nước Tấn lên cao, bắt đầu lấn át nhà Chu. Do khi phát động chiến tranh, hầu như toàn bộ quân đội nước Tấn đều đi viễn chinh, trong nước bỏ trống. Do vậy, trước chiến dịch công hãm nước Trịnh, Tấn Văn công cho lập thêm 3 đạo quân nữa để chuyên việc viễn chinh, nhưng để tránh tiếng có 6 quân ngang với thiên tử nhà Chu, nên gọi là Tam hành, cho Tuân Lâm Phụ làm Trung hành tướng. Vì vậy, về sau gia tộc của Tuân Lâm Phụ phát triển thành Trung Hành (中行) thị. Hai đạo còn lại do Đồ Kích làm Hữu hành tướng và Tiên Miệt làm Tả hành tướng. Sau chiến dịch công hãm nước Trịnh, năm 629 TCN, Tấn Văn công bãi bỏ Tam hành, tổ chức thành 2 đạo quân mới là Tân thượng quân và Tân hạ quân, giao cho Triệu Thôi làm Tân thượng quân tướng, Cơ Trịnh Phủ làm Tân thượng quân tá, Tư Anh (con Tư Thần) làm Tân hạ quân tướng, Tiên Đô làm Tân hạ quân tá. Ngoài ra, thăng Tư Thần làm Hạ quân tướng, phong Khích Khuyết làm Hạ quân tá.
Việc Tấn Văn công tổ chức 5 đạo quân, trên thực tế đã phá vỡ quy định kềm chế binh lực chư hầu của nhà Chu. Bên cạnh đó, việc triệu vua Chu đến hội chư hầu, đặt vua Chu chỉ còn hình thức, trên thực tế quân chủ nước Tấn mới là Bá chủ. Mặc dù vậy, trên danh nghĩa vua Chu vẫn là Thiên tử, vì vậy, ngay sau khi kế vị, đã cho thu gọn 5 đạo quân lại thành 3 đạo để tránh tiếng chư hầu lấn át Thiên tử. Sau khi Tiên Chẩn tử trận, Tương công cho Tiên Thả Cư kế chức cha là Trung quân Nguyên soái, Triệu Thôi đổi sang làm Trung quân tá. Sau khi Triệu Thôi, Loan Chi, Tiên Thả Cư và Tư Thần chết, Tương công tổ chức lại quân đội, cho Hồ Xạ Cô (còn gọi là Giả Quý) làm Trung quân Nguyên soái, Triệu Thuẫn làm Trung quân tá, Cơ Trịnh Phủ làm Thượng quân tướng, Tuân Lâm Phụ làm Thượng quân tá, Tiên Miệt làm Hạ quân tướng, Tiên Đô làm Hạ quân tá. Sau Tương công cho đổi Triệu Thuẫn lên làm Trung quân Nguyên soái, Hồ Xạ Cô xuống làm Trung quân tá.

## Các khanh tộc lộng quyền
Hai đời quân chủ nước Tấn là Văn công, Tương công có uy tín và năng lực kiềm chế được các khanh tộc, sau khi Tấn Tương công chết, nước Tấn bắt đầu rơi vào nội loạn bởi các quyền thần và sự tranh chấp quyền lực giữa các khanh tộc.

### Hồ thị lưu vong
Tính đến đời Tương công, họ Hồ đã phát triển thành khanh tộc lớn, từng có công giúp dòng thứ nước Tấn giành ngôi vị, loại trừ công thất và mở mang bờ cõi, lại có công tòng vong, là họ ngoại của Tấn Văn công. Đời Hồ Xạ Cô từng làm Chính khanh trước khi bị Tương công hạ xuống bậc Thứ khanh.
Nguyên trước khi chết, Tương công di mệnh cho Chính khanh nước Tấn là Triệu Thuẫn phò tá con mình là Thế tử Di Cao lên ngôi. Tuy nhiên, sau khi cân nhắc, Triệu Thuẫn đã quyết định không lập Thế tử Di Cao, vốn còn nhỏ tuổi, mà lập một công tử lớn tuổi lên ngôi vị quốc quân. Phe cánh của Thứ khanh Hồ Xạ Cô muốn đón em Tương công là công tử Lạc, vốn làm quan ở nước Trần, lên ngôi. Tuy nhiên, Triệu Thuẫn ép các triều thần đón công tử Ung, cũng là em Tương công, đang làm con tin ở nước Tần, lên ngôi. Mâu thuẫn Hồ thị và Triệu thị bùng nổ khi Triệu Thuẫn cho người giết chết công tử Lạc và để trả đũa, Hồ Xạ Cô cũng cho người giết Dương Xử Phụ, người từng khuyên Tấn Tương công nên dùng Triệu Thuẫn thay Hồ Xạ Cô ở chức Chính khanh. Nhân cơ hội này, Triệu Thuẫn cho diệt trừ vây cánh của Hồ Xạ Cô, bức Hồ Xạ Cô phải lưu vong ra nước ngoài. Hồ thị từ đó mất hẳn vai trò trên chính trường nước Tấn.

### Triệu Thuẫn giết vua
Hồ Xạ Cô lưu vong, Triệu Thuẫn cho một người thuộc vây cánh mình là Tiên Khắc thay vào vị trí Trung quân tá. Tuy nhiên, bấy giờ áp lực của triều thần trở lại, buộc Triệu Thuẫn phải lập Di Cao lên ngôi quốc quân, lúc đó mới 7 tuổi lên ngôi quốc quân, tức Tấn Linh công. Triệu Thuẫn cho quân phục kích đánh Tần tại đất Linh Hồ, giết công tử Ung, bất ngờ trở mặt với nước Tần.
Hành động chuyên quyền của Triệu Thuẫn làm nảy sinh mâu thuẫn trong nội bộ nước Tấn tức thì. Các tướng Tiên Miệt, Sĩ Hội phản đối Triệu Thuận, lưu vong sang Tần. Các tướng Cơ Trịnh Phủ, Sĩ Cốc, Lương Ích Nhĩ, Khoái Khắc nổi loạn, giết chết Tiên Khắc, bị Triệu Thuẫn giết chết. Do Linh công còn quá nhỏ, Triệu Thuẫn chuyên quyền, bổ nhiệm các tướng thân cận mình vào các chức vụ chủ chốt như Tuân Lâm Phụ làm Trung quân tá thay Tiên Khắc, Khước Khuyết thăng làm Thượng quân tướng thay Cơ Trịnh Phủ, Du Biền làm Thượng quân tá, Loan Thuẫn làm Hạ quân tướng thay Tiên Miệt, Tư Giáp (con Tư Thần) làm Hạ quân tá thay Tiên Đô. Ngoài ra có Đề Di Minh làm Xa hữu, Hàn Quyết làm Tư mã.
Cuộc nội loạn làm tổn hao nguyên khí của nước Tấn không ít. Tấn bắt đầu suy, không kềm chế nổi tham vọng bá chủ của Sở. Bên cạnh đó, do thái độ trở mặt đã kết oán với Tần, một đồng minh thân cận với Tấn suốt 2 đời quân chủ Văn công, Tương công. Năm 615 TCN, Tần tấn công Tấn, nhưng do lương thảo ít nên phải rút quân. Nhờ uy thế thắng trận, Triệu Thuẫn thay Tư Giáp bằng Tư Khắc, con Tư Giáp, làm Hs quân tá; đồng thời dùng mưa đưa Sĩ Hội về nước, giảng hòa và phong làm Đại phu.
Tấn Linh công lớn lên ham mê tửu sắc, vui chơi không lo việc triều chính, xây cất trang trí cung điện và giết người vô tội. Triệu Thuẫn nhiều lần can ngăn. Còn Linh công lâu ngày chán ghét Triệu Thuẫn, hai lần sai lực sĩ đi ám sát Triệu Thuẫn nhưng đều không thành công. Triệu Thuẫn sợ hãi, bỏ trốn khỏi cung.
Tháng 9 năm đó, em Triệu Thuẫn là Triệu Xuyên mang quân đánh úp vào cung giết chết Tấn Linh công rồi đón Triệu Thuẫn về nước, lập chú Linh công là công tử Hắc Đốn lên ngôi, tức Tấn Thành công.
Năm 588 TCN, Tấn Cảnh công bắt đầu đặt ra Lục khanh cho 6 họ đại phu lớn: Trí, Phạm, Trung Hàng, Hàn, Triệu, Ngụy.

### Nỗ lực của họ Loan
Sự suy yếu của các họ công thất là cơ hội cho các đại phu nổi lên nắm quyền lực. Sau khi được Tấn Cảnh công thăng làm khanh năm 588 TCN, thế lực của các "tư gia" ngày càng lớn hơn và cuộc tương tranh ngày càng ác liệt. Ngay giữa các họ tư gia và các họ công thất cũng có chia rẽ và quan hệ với nhau khá phức tạp và đấu tranh lẫn nhau, nhưng kẻ bị tiêu diệt cuối cùng trong cuộc đấu tranh là các họ công thất.
Thời Tấn Tương công, họ Hồ bị đánh bại phải chạy sang nước Địch. Thời Tấn Lệ công, họ Khước bị diệt. Bản thân Tấn Lệ công trong cuộc đấu tranh cũng bị Loan Thư và Tuân Yển giết chết.
Các họ Tiên, Tục, Khánh, Tư lần lượt bị diệt, không còn trong chính trường nước Tấn.
Đến thời Tấn Bình công, mâu thuẫn giữa công thất và tư gia nổ ra thành nội chiến tại nước Tấn. Họ Loan có mâu thuẫn với các đại phu, bị gièm pha phải chạy sang nương nhờ Tề Trang công. Năm 550 TCN, Tề Trang công giúp quân cho Loan Doanh lẻn về thành Khúc Ốc nước Tấn.
Loan Doanh muốn lật đổ quyền hành của các đại phu nước Tấn, bèn tập hợp lực lượng ở thành Khúc Ốc. Trong số lục khanh, Loan Doanh chỉ được lòng họ Ngụy, nên ngầm sai người về Giáng đô nhờ Ngụy Thư giúp làm nội ứng.
Tháng 4 năm 550 TCN, Loan Doanh mang quân đánh úp Giáng đô. Con Phạm Mang là Phạm Ưởng dò biết Ngụy Thư định giúp cho Loan Doanh, tìm cách ngăn trở khiến Ngụy Thư bị giữ chân trong triều, không thể ra mặt điều quân giúp họ Loan. Liên quân lục khanh cuối cùng đánh bại họ Loan. Loan Doanh bại trận phải rút về thành Khúc Ốc.
Lục khanh mang quân đánh thành, cuối cùng hạ thành và diệt tộc họ Loan tại Khúc Ốc.

### Công thất bị loại bỏ
Từ khi họ Loan là công thất lớn nhất bị diệt, các khanh đại phu ra mặt chuyên quyền, vua Tấn còn ít quyền lực. Dù vẫn duy trì ngôi bá chủ trên danh nghĩa, các vua Tấn không có thực quyền. Nhiều cuộc chiến tranh chấp ngôi bá chủ với nước Sở và can thiệp vào các nước chư hầu khác do các khanh đại phu quyết định, điều động binh sĩ; tiến đánh và rút lui đều do họ quyết định, các vua chư hầu nhỏ phải cầu cạnh họ. Năm 516 TCN, Vệ Linh công và Tống Cảnh công sai sứ sang Tấn, đề nghị nước Tấn giúp Lỗ Chiêu công về nước, trị tội họ Quý nước Lỗ chuyên quyền. Nhưng đại phu họ Quý nước Lỗ sai sứ sang đút lót cho đại phu họ Phạm để nước Tấn đừng giúp vua Lỗ. Lục khanh tâu với Tấn Khoảnh công rằng họ Quý không có lỗi. Vì vậy nước Tấn không ra tay giúp Lỗ Chiêu công.
Năm 514 TCN, lục khanh nhân cơ hội Tấn Khoảnh công không bằng lòng với mấy người cùng họ công thất là Kỳ Doanh và Dương Tự Ngã, bèn dùng pháp luật buộc tội và giết chết hai người. Tấn Khoảnh công diệt hẳn hai họ công thất, khiến vây cánh họ vua Tấn ngày càng yếu không có ai giúp.
Lục khanh chia đất của họ Kỳ làm 7 huyện, đất họ Dương thành 3 huyện, chia nhau và cho con cháu mình vào triều làm quan. Thế lực vua Tấn suy trong khi lục khanh càng mạnh.

## Lục khanh tương tranh
Đi đôi với cuộc đấu tranh với các quý tộc cũ "công thất", các quý tộc mới "tư gia" cũng chia rẽ và đấu tranh với nhau trên chính trường.
Đương thời, các thế lực mới nổi đều áp dụng những biện pháp đổi mới cho phát triển sản xuất, nhưng mức độ và phương pháp thực hiện thì có sự khác nhau khá lớn.
Về chế độ ruộng đất, lục khanh đều phá bỏ chế độ cũ trước đây: "100 bước bằng 1 mẫu". Nhưng quy định mới mà họ đặt ra cũng khác nhau. Họ Phạm và họ Trung Hàng quy định "1 mẫu bằng 160 bước", họ Trí quy định "1 mẫu bằng 180 bước" còn họ Hàn, họ Triệu và họ Ngụy quy định "1 mẫu bằng 200 bước". Do diện tích canh tác của người lao động có tiêu chuẩn nhất định, nếu quy định diện tích từng mẫu lớn thì canh tác được nhiều, có lợi cho sản xuất.
Giữa các họ lục khanh dần dần nảy sinh mâu thuẫn. Năm 497 TCN thời Tấn Định công, Triệu Ưởng đến Hàm Đan, gặp tướng trấn thủ là Triệu Ngọ vốn là người cùng họ xa, hỏi xin 500 hộ dân mà Vệ Linh công đã dâng nộp. Triệu Ngọ ban đầu bằng lòng, sau nghe thủ hạ can ngăn, bèn thác cớ không đáp ứng.
Triệu Ưởng giận Triệu Ngọ bèn mang quân tấn công Hàm Đan. Triệu Ngọ là cháu gọi Tuân Dần (Trung Hàng Dần) bằng cậu; nhà Tuân Dần lại thông gia với Phạm (Sĩ) Cát Xạ. Vì vậy Tuân Dần và Sĩ Cát Xạ ủng hộ Triệu Ngọ, bèn cùng nhau đánh Triệu Ưởng. Triệu Ưởng chạy về cố thủ ở Tấn Dương.
Theo luật nước Tấn, người làm loạn đầu tiên phải bị tử hình, do đó họ Phạm và họ Trung Hàng được Tấn Định công ủng hộ, mang quân vây Tấn Dương. Nhưng các đại phu khác là Trí (Tuân) Lịch, Hàn Bất Tín, Ngụy Xỉ lại có tư thù với họ Phạm và họ Trung Hàng, bèn mang quân giúp Triệu Ưởng.
Thế 4 họ mạnh lên, Tấn Định công lại ngả theo phe bốn họ Hàn, Ngụy, Trí, Triệu. Tuân Dần và Sĩ Cát Xạ thua trận phải bỏ chạy về thành Triều Ca. Hàn Bất Tín và Ngụy Xỉ xin hộ với Tấn Định công về lỗi khơi mào loạn của Triệu Ưởng. Định công bằng lòng tha tội Triệu Ưởng, cho giữ chức như cũ.
Nước Tề thấy Tấn loạn, Tề Cảnh công sai người chở thóc đến Triều Ca giúp Phạm Cát Xạ và Tuân Dần. Triệu Ưởng ngăn chặn không được.
Năm 494 TCN, bốn họ Ngụy, Hàn, Trí, Triệu hạ được thành Triều Ca. Tuân Dần và Phạm Cát Xạ chạy trốn sang Hàm Đan.
Năm 490 TCN, Triệu Ưởng lại hạ Hàm Đan, họ Phạm và Trung Hàng chạy sang Bách Nhân. Triệu Ưởng lại mang quân vây bức thành Bách Nhân, Tuân Dần và Phạm Cát Xạ chạy sang nước Tề. Từ đó quyền hành nước Tấn trong tay 4 họ thượng khanh Trí, Hàn, Triệu, Ngụy.

## Liên minh ngăn chặn nỗ lực của vua Tấn
Trong số 4 họ thì họ Trí nắm quyền lớn nhất, nên được gọi là 'Bá', hàm ý đứng đầu trong số các quan Khanh nước Tấn.
Sau khi họ Phạm và họ Trung Hàng bị diệt, đất đai của hai họ theo lẽ nên thuộc về vua Tấn. Tuy nhiên, năm 458 TCN, Trí Dao cùng 3 họ kia tự ý chia nhau phong ấp của họ Phạm và Trung hàng, không đếm xỉa gì đến Tấn Xuất công. Tấn Xuất Công yếu thế, đất đai ít ỏi, không ngăn được sự chuyên quyền của bốn nhà, nên liên lạc tìm ngoại viện từ các nước Tề, Lỗ để tiêu diệt bốn quan Khanh. Tuy nhiên, vào thời kỳ nào, ở Tề và Lỗ tình hình cũng không sáng sủa hơn. Tề bị lũng đoạn bởi quyền lực các Đại phu, trước có họ Thôi, họ Khánh, sau đến họ Điền; còn Lỗ bị lũng đoạn bởi Tam quý (Mạnh tôn thị, Thúc tôn thị, và Quý tôn thị). Các gia tộc quyền thần giữa các nước còn ngầm liên kết, hỗ trợ nhau. Năm 452 TCN, xung đột bùng phát, bốn nhà tấn công Tấn Xuất Công. Tấn Xuất Công bỏ nước trốn sang Tề, chết trên đường bỏ trốn.
Trí Bá lập chắt của Tấn Chiêu công là Cơ Kiêu lên ngôi, tức là Tấn Ai công. Từ đó quyền hành vua Tấn chẳng còn gì, chỉ ngồi làm vì. Tồn tại được thêm trăm năm thì chính thức bị xóa sổ, khi ba nhà Hàn, Triệu, Ngụy được nhà Châu liệt vào hàng chư hầu. Đó là sự kiệnHàn, Triệu, Ngụy chia ba nước Tấn.

## Tông chủ Lục khanh

### Triệu thị
1. Triệu Túc (?-?)
2. Triệu Thành tử Triệu Thôi (636 TCN-622 TCN)
3. Triệu Tuyên tử Triệu Thuẫn (621 TCN-601 TCN)
4. Triệu Trang tử Triệu Sóc (600 TCN-587 TCN)[11]
5. Triệu Văn tử Triệu Vũ (583 TCN-541 TCN)
6. Triệu Cảnh thúc Triệu Thành (540 TCN-518 TCN)
7. Triệu Giản tử Triệu Ưởng (517 TCN-476 TCN)
8. Triệu Tương tử Triệu Vô Tuất (475 TCN-425 TCN)
9. Triệu Hoàn tử Triệu Gia (424 TCN)
10. Triệu Hiến tử Triệu Hoán (423 TCN-409 TCN)
11. Triệu Tịch (tức Triệu Liệt hầu), năm 403 TCN được phong chư hầu

### Ngụy thị
1. Tất Vạn (?-?)
2. Ngụy Mang Quý (?-?)
3. Ngụy Vũ tử Ngụy Sưu (?-?)
4. Ngụy Điệu tử Ngụy Khỏa (?-?)
5. Ngụy Chiêu tử Ngụy Giáng (?-556 TCN)
6. Ngụy Hiến tử Ngụy Thư (555 TCN-509 TCN)
7. Ngụy Giản tử Ngụy Thủ (509 TCN-?)
8. Ngụy Tương tử Ngụy Mạn Đa (?-482 TCN)
9. Ngụy Hoàn tử Ngụy Câu (481 TCN-446 TCN)
10. Ngụy Tư (tức Ngụy Văn hầu), năm 403 TCN được phong chư hầu

### Hàn thị
1. Hàn Vũ tử Hàn Vạn
2. Hàn Cầu Bá
3. Hàn Giản
4. Hàn Tử Dư
5. Hàn Hiến tử Hàn Quyết
6. Hàn Tuyên tử Hàn Khởi (?-514 TCN)
7. Hàn Trinh tử Hàn Tu (513 TCN-?)
8. Hàn Giản tử Hàn Bất Tín
9. Hàn Trang tử Hàn Canh
10. Hàn Khang tử Hàn Hổ (?-425 TCN)
11. Hàn Vũ tử Hàn Khải Chương (424 TCN-409 TCN)
12. Hàn Kiền, tức Hàn Cảnh hầu, năm 403 TCN được phong chư hầu

### Trí thị (năm 453 TCN diệt vong)
1. Trí Trang tử Tuân Thủ
2. Trí Vũ tử Tuân Oanh (?-560 TCN)
3. Trí Trang tử Tri Sóc (truy tôn)
4. Trí Điệu tử Tuân Doanh (559 TCN-532 TCN)
5. Trí Văn tử Tuân Lịch (531 TCN-493 TCN)
6. Trí Tuyên tử Tuân Thân (492 TCN-?)
7. Trí Tương tử Tuân Dao, (?-453 TCN)

### Trung Hàng thị (năm 490 TCN bị diệt)
1. Trung Hàng Hoàn tử Tuân Lâm Phủ (632 TCN-593 TCN)
2. Trung Hàng Tuyên tử Tuân Canh (592 TCN-576 TCN)
3. Trung Hàng Hiến tử Tuân Yển (575 TCN-554 TCN)
4. Trung Hàng Mục tử Tuân Ngô (553 TCN-?)
5. Trung Hàng Văn tử Tuân Dần (?-490 TCN)

### Phạm thị
1. Phạm Vũ tử Sĩ Hội (593 TCN-?)
2. Phạm Văn tử Sĩ Tiếp (?-575 TCN)
3. Phạm Tuyên tử Sĩ Mang (574 TCN-547 TCN)
4. Phạm Hiến tử Sĩ Ưởng (546 TCN-?)
5. Phạm Chiêu tử Sĩ Cát Xạ (?-490 TCN)